# Opośnik patagoński
Opośnik patagoński (Lestodelphys halli) – gatunek ssaka z podrodziny dydelfów (Didelphinae) w obrębie rodziny dydelfowatych (Didelphidae).

## Taksonomia
Gatunek po raz pierwszy zgodnie z zasadami nazewnictwa binominalnego opisał naukowo w 1920 roku angielski zoolog Oldfield Thomas nadając mu nazwę Notodelphys halli. Miejsce typowe w oryginalnym opisie to „Cabo Tres Puntas”, Santa Cruz, Argentyna, jednak Thomas poprawił miejsce typowe na podstawie korespondencji z kolekcjonerem na Estancia La Madrugada. (47°13′S 66°27′W/-47,220000 -66,450000) w pobliżu Puerto Deseado, prowincja Santa Cruz, Argentyna. Holotyp to skóra i czaszka dorosłego samca o sygnaturze BMNH 21.6.7.19 z kolekcji Muzeum Historii Naturalnej w Londynie; odłowiony przez kolekcjonera T.H. Halla. Jedyny żyjący współcześnie przedstawiciel rodzaju opośnik (Lestodelphys).

### Etymologia
- Lestodelphys: gr. ληστης lestes „rozbójnik, bandyta”, od λῃστευω lēisteuō „grabić, łupić”[9]; rdzeń delphys (od 'Didelphis Linnaeus, 1758 (dydelf)) używany w wielu naukowych nazwach w obrębie rodziny dydelfowatych[1].
- halli: T.H. Hall, kolekcjoner nieznanego pochodzenia od którego pochodził holotyp[1][10].

## Zasięg występowania
Rodzaj obejmuje gatunek występujący w środkowej i południowej Argentynie, od Mendozy na południe do Santa Cruz.

## Morfologia
Długość ciała (bez ogona) 12,3–14,4 cm, długość ogona 7,4–9,9 cm; masa ciała 60–100 g.

## Status zagrożenia
W Czerwonej księdze gatunków zagrożonych Międzynarodowej Unii Ochrony Przyrody i Jej Zasobów został zaliczony do kategorii LC (ang. least concern „najmniejszej troski”).